# بر سياه (غوغر)
بر سیاه (بالفارسية: برسیاه) هي قرية تقع في إيران في قسم غوغر الريفي.